# Mi tabla de salvación: La historia de Leo Baker
Mi tabla de salvación: La historia de Leo Baker (en inglés Stay on Board: The Leo Baker Story) es una película documental biográfica original de Netflix estadounidense de 2022 dirigida por Nicola Marsh y Giovanni Reda. Su historia sigue al patinador estadounidense Leo Baker y detalla su viaje y sus luchas durante su carrera debido a ser un hombre trans.
La película se estrenó en el Festival de Cine LGBTQ+ Outfest Los Ángeles 2022 el 21 de julio de 2022, donde ganó el premio del público al largometraje documental. Fue lanzado por Netflix el 11 de agosto de 2022.